# Ryanodine
Ryanodine is een giftige alkaloïde dat wordt aangetroffen in de Zuid-Amerikaanse plant Ryania speciosa. 
Ryanodine werd gebruikt als insecticide. Het wordt voor onderzoeksdoeleinden gebruikt omdat het in staat is bepaalde calciumkanalen, de zogeheten ryanodinereceptoren, te blokkeren. Ryanodine speelde een belangrijke rol bij het isoleren en onderzoeken van deze kanalen, die vervolgens naar deze stof genoemd werden.
Ryanodinereceptoren zijn cruciaal voor het kortstondig loslaten van calciumionen uit het endoplasmatisch reticulum (ER) of sarcoplasmatisch reticulum (SR). In spiercellen dient dit om de samentrekking van de spier te bewerkstelligen. De receptoren zijn zeer gevoelig voor de stof ryanodine. Wanneer ryanodine in een concentratie van enige nanomolair aanwezig is, worden de kanalen in een half-open toestand geblokkeerd. Daardoor blijft calcium uit het SR stromen en blijft de spier samengetrokken. Bij hogere concentraties, in de orde van een micromolair, worden de kanalen juist geblokkeerd, waardoor de contractie van de spier onmogelijk wordt. Dit geldt zowel voor insecten als voor zoogdieren.